# Ruža Pospiš Baldani
Ruža Pospiš Baldani (Varaždinske Toplice, 25. srpnja 1942.) je hrvatska operna pjevačica (mezzosopran). Od 2010. dopisna je članica Razreda za glazbenu umjetnost i muzikologiju Hrvatske akademije znanosti i umjetnosti.

## Životopis
Na prvoj izvedbi u Hrvatskoj opere "Rat i mir" Sergeja Prokofjeva u HNK u Zagrebu (20. studenog 1961.) posebnu je pozornost privukao glas orguljske ljepote, baršunaste mekoće i bogatih preljeva u maloj ulozi Muratova ađutanta. Pripadao je studentici Muzičke akademije Ruži Pospiš, poslije udanoj Baldani.
Ruža Pospiš za čitave je svoje duge četrdesetogodišnje karijere od 1961. do 2001. ostala vjerna Zagrebačkoj operi i usporedno stjecala svjetski ugled. Počelo je to već dvije godine nakon debuta, u napuljskome San Carlu u ulozi Venere u Offenbachovu "Orfeju" u podzemlju, nastavilo se 1964. godine na Holland festivalu s Marinom u "Borisu Godunovu" i Dubrovačkim ljetnim igrama s Oktavijom u "Krunidbi Popeje" pod ravnanjem Lovre pl. Matačića, 1965. nastupom na festivalu u Edinburghu u Haydnovoj operi "Ribarice" i 16. veljače 1966. godine s prvim nastupom u Metropolitanu kao Maddalena iznad prosjeka u "Rigolettu".
Angažirana u Metu, bila je 1970. njegova Carmen u režiji Jean-Louisa Barraulta, koju je upoznala i široka publika u tri radijska prijenosa from coast to coast (od obale do obale). U 1975. godine, kada se proslavljala stota obljetnica praizvedbe "Carmen", bila je zacijelo njezina najtraženija interpretkinja, od premijere u Covent Gardenu do Bečke državne opere i Madrida.
Suradnja s velikim dirigentima Karajanom, Karlom Richterom, Claudiom Abbadom vodila ju je na Salzburške svečane igre i Uskrsne svečane igre u istome gradu, u Scalu, Bavarsku državnu operu u Münchenu, Teatro del Liceo u Barceloni, u najveće koncertne dvorane Berlinske i Bečke filharmonije, Carnegie Hall, u Vatikan pred Papu Pavla VI.
Njezin jedinstveno lijep glas, velika muzikalnost i prekrasan legato uz atraktivnu scensku pojavu činili su je raskošnom Carmen, Dalilom i Amneris, golem glasovni potencijal izražajnom Azucenom, uznositost interpretacije primjerenim "Orfejom", zrelost psihološkoga poniranja u lik izvrsnom Marfom u Hovanščini, proglašenom u njemačkom časopisu Opernwelt najboljom kreacijom u 2000., a uzvišena mirnoća fraze idealnom interpretkinjom velikih vokalno-instrumentalnih djela Bacha, Beethovena, Verdija, Händela.

## Nastupi uMetropolitan Operi
Ruža Pospiš Baldani je u Metropolitan operi nastupila 57 puta, s mnogim opernim velikanima, među kojima su: Birgit Nilsson, Alfredo Kraus, Régine Crespin, Franco Corelli, Robert Merrill, Carlo Bergonzi, Sherrill Milnes, Nicolai Gedda, Renata Tebaldi, Leontyne Price, Richard Tucker, Montserrat Caballé, Plácido Domingo i Jon Vickers.
Rigoletto, Maddalena

Datumi: 16.2.1966. (debut), 22.2.1966, 3.3.1966.
Parsifal, glas

Datumi: 10.3.1966, 16.3.1966, 2.4.1966, 8.4.1966.
Andrea Chénier, Madelon

Datum: 22.3.1966.
Krabuljni ples, Ulrica

Datumi: 25.3.1966, 6.4.1966, 17.4.1967, 25.4.1967, 15.5.1967, 21.6.1967, 3.10.1970, 14.10.1972, 18.10.1972.
Čarobna frula, treća dama

Datumi: 19.2.1967, 24.2.1967, 8.3.1967, 13.3.1967, 16.3.1967, 20.3.1967, 22.3.1967, 1.4.1967, 16.6.1967, 22.6.1967.
La Gioconda, La Cieca

Datumi: 27.3.1967, 15.4.1967, 26.5.1967, 3.6.1967.
Carmen, Carmen

Datumi: 9.6.1970, 27.6.1970, 26.1.1971, 6.2.1971, 10.2.1971, 13.2.1971, 22.4.1971, 7.5.1971, 13.5.1971, 19.5.1971, 26.5.1971, 27.10.1971, 30.10.1971, 1.1.1972, 4.1.1972, 26.4.1972.
Aida, Amneris

Datumi: 22.6.1970, 1.1.1971, 7.1.1971, 30.11.1972.
Orfej i Euridika, Orfeo

Datumi: 19.12.1970, 24.12.1970.
Walkira, Fricka

Datumi: 7.12.1972, 16.12.1972.
Siegfried, Erda

Datumi: 12.12.1972, 22.12.1972.

## Nagrade i priznanja
- 1971. Nagrada Milka Trnina.
- 1975. Nagrada Vladimir Nazor (godišnja nagrada).
- 1976. Nagrada Orlando.
- 1986. Nagrada Ivan Lukačić.
- 1988. Nagrada Josip Štolcer Slavenski.
- 1994./95. Nagrada hrvatskog glumišta za ulogu Dalile u operi Samson i Dalila.
- 1995. Odlikovanje Reda Danice hrvatske s likom Marka Marulića.
- 1995. Nagrada Marijana Radev.
- 1995. Nagrada Vladimir Ruždjak.
- 1995./96. Nagrada hrvatskog glumišta za svekoliko umjetničko djelovanje.
- 1996. Odlikovanje Reda Danice hrvatske s likom Katarine Zrinske.
- 1996. Nagrada Ivan Lukačić.
- 1996. Vijenac Marije Ružičke Strozzi HNK Zagreb.
- 1996. Zlatna lira Hrvatskoga društva glazbenih umjetnika.
- 1996. Nagrada Vladimir Nazor za životno djelo.
- 1997. Nagrada Varaždinske županije za životno djelo.
- 1999. Amici della Scala Lira dABArgento.
- 2000. Nagrada Tito Strozzi za ulogu Marfe u operi Hovanščina Modesta Petroviča Musorskog.
- 2000. Nagrada Lovro pl. Matačić Hrvatskoga društva glazbenih umjetnika za životno djelo.
- 2001. Nagrada Grada Zagreba za životno djelo.
- 2003. Nagrada Grada Varaždina za životno djelo.
- 2003. Nagrada Porin za životno djelo i poseban doprinos hrvatskoj glazbenoj kulturi.
- 2006. Nagrada Ivan Lukačić za muzikološki rad i istraživanje hrvatske glazbene baštine te za izniman doprinos razvoju i značenju Varaždinskih baroknih večeri.

## Ostalo
- "Grad od igara, igre od grada - prvih sedam desetljeća" kao gošća dokumentarca (2019.)

## Vanjske poveznice
- HAZU – Ruža Pospiš Baldani (životopis)
- HNK Zagreb – Ruža Pospiš Baldani (životopis)[neaktivna poveznica]
- PORIN – Dobitnici nagrada za životno djelo: Ruža Pospiš Baldani  Arhivirana inačica izvorne stranice od 12. svibnja 2012. (Wayback Machine)
- MATICA HRVATSKA / VIJENAC: Marija Barbieri: »Ne podrediti umjetnost novcu« (Razgovor s Ružom Pospiš Baldani)  Arhivirana inačica izvorne stranice od 6. ožujka 2021. (Wayback Machine)
- [neaktivna poveznica]
- NACIONAL – Orhidea Gaura: »Ruža Pospiš Baldani: Primadona na sceni i u životu«  Arhivirana inačica izvorne stranice od 18. travnja 2010. (Wayback Machine)
- Klasika.hr – Višnja Požgaj: »Sat brzo otkucava, krug se zatvara«  Arhivirana inačica izvorne stranice od 10. kolovoza 2016. (Wayback Machine)
- Jutarnji.hr – Zlatko Madžar: »Karajanova miljenica Ruža Pospiš Baldani«
- YouTube: Ruža Pospiš Baldani pjeva Odu zemlji iz opere Mila Gojsalića Jakova Gotovca.
- YouTube: Ruža Pospiš Baldani sings Carmen's aria L'amour est un oiseau rebelle, also known as Habanera, from the first act of Bizet’s Carmen.
- YouTube: Ruža Pospiš Baldani sings Marfa’s aria from the second act of Mussorgsky’s Khovanshchina.
- YouTube: Ruža Pospiš Baldani sings Ulrica from Un Ballo in Maschera by Verdi.
- YouTube: Carmen, Zagreb, 1975, cijela opera.